# Dannychaeta tucolus
Dannychaeta tucolus — викопний вид багатощетинкових кільчастих червів, що існував у кембрійському періоді, 514 млн років тому.

## Назва
Родову назву Dannychaeta дано на честь данського зоолога, фахівця з аннелід Данні Ейбюе-Якобсена (Danny Eibye-Jacobsen). Другий корінь назви походить від грецького χαίτη — щетинка. Видова назва D. tucolus з латинської мови перекладається як «той, що живе у трубці».

## Скам'янілості
Двадцять скам'янілих відбитків кільчастих червів були знайдені в нижньокембрійських відкладеннях формації Канланпу (Canglangpu Formation) у місті Куньмін, провінція Юннань, південний Китай. Новий рід і вид були описані в 2020 році міжнародною командою палеонтологів.

## Опис
Тіло складається з простоміума (головний відділ), торакса (широкого грудного відділу з 8 або 9 сегментів) та абдомена (черевного відділу). Знизу біля основи простоміума знаходився рот, по боках від нього — пара довгих пальп (щупалець). Сегменти грудного відділу несуть по парі невеликих параподій (парних кінцівок) з щетинками. Параподії черевного відділу більші, двогілясті, мають пучок прямих щетинок в кожній гілці і ламели (додаткові лопаті). З 20 знайдених примірників вісім збереглися всередині трубочок, які за життя, ймовірно, були органічними, а після поховання зазнали процесу піритизації. Трубочка за життя хробака перебували в товщі осаду.